# Movimiento transrealista
El movimiento transrealista o transrealismo es un movimiento artístico que se engloba en las corrientes del arte de vanguardia.
Rudy Rucker sostiene que la materialidad que formalmente se nos ofrece ante nuestros sentidos, es una ínfima parte de la realidad, a la que difícilmente logramos distinguir. Todos los tiempos son una sola entidad que se entrelaza en su pasado, presente y futuro con su trastiempo. El espacio es un añadido perpetuo de dimensiones cuánticas donde intervienen, concurrentemente, otros contextos y materialidades.
Según Sergio Badilla Castillo, el transrealismo genera sus tramas a partir de la transposición del tiempo, o sea: en los espacios donde se mezclan las entramados temporales, suspendiéndose la ilación rectilínea entre el ayer, la actualidad y la posterioridad. Consecuencialmente, la realidad se transfigura en un vínculo referencial con un trastiempo, donde las imágenes y las praxis alegóricas se constituyen y adquieren un significado. Por lo tanto, la imagen momentánea asume un rango paracrónico. 
La ucronía es otro mecanismo de esta fugacidad que consiste en registrar un suceso de emplazamiento pretérito, de manera distinta a como eventualmente aconteció,  es decir, se materializa aquello que pudo ser, en la circunstancia material, otorgándosele el carácter de real. Su consumación probabilística, en el plano de la lógica filosófica, pertenece al ámbito de la conjetura,  pero, en  las teorías de  Einstein y Planck, se asienta en el espacio inmaterial, en la conjunción espacio-tiempo.
El transrealismo sostiene que la evidencia superior como entes imaginativos, es que el universo impone sus transformaciones relevantes en el potencial sensible e intuitivo del cerebro. Éste las recibe intrínsecamente, y en sus procesos de  discernimiento, da origen a una inacabable gama de  percepciones figuradas, alegóricas o alucinadas.

## Algunas expresiones
Ya a mediados de la década de los ochenta, en Estocolmo, Suecia, Sergio Badilla Castillo, hace las primeras publicaciones transrealistas en el idioma español, a través de sus libros Cantonírico 1983 y Reverberaciones de piedras acuáticas 1985 donde destaca la propuesta transreal, siendo el primero en el mundo, en el ámbito de la poesía, en hacer una clara manifestación y aplicación de esta conceptuación estético-creativa.
En España, el año 2003 se publica en Barcelona una referencia al concepto de Movimiento Transrealista y Transrealidad, por parte del video artista chileno Derek Fénix (Toro Lekaros), creador de Transreal TV.
También los colectivos de arte "Lanzallamas"en Chile y "Kiltraza" en Chile, Argentina, Alemania y España se adscriben indirectamente a esta tendencia.
Desde el año 2008 una importante sede del Movimiento Transrealista, en el arte visual, se encuentra ubicada en el barrio de Kreutzberg, en Berlín.
En México, el transrealismo está representado por Jorge Jaramillo Villarruel, autor de Los elefantes son contagiosos,, una novela "acerca de todo".